# Pseudoscopelus obtusifrons
Pseudoscopelus obtusifrons és una espècie de peix de la família dels quiasmodòntids i de l'ordre dels perciformes.

## Descripció
El cos, allargat, fa 18 cm de llargària màxima. 17-22 radis tous a l'aleta dorsal i entre 17 i 20 a l'anal. Aletes pectorals amb 12-15 radis tous i pelvianes amb 1 espina i 4-5 radis tous. Línia lateral no interrompuda i amb 52-74 escates.

## Hàbitat i distribució geogràfica
És un peix marí i batipelàgic (entre 124 i 2.250 m de fondària), el qual viu al Pacífic occidental central: és un endemisme d'Indonèsia.

## Observacions
És inofensiu per als humans i el seu índex de vulnerabilitat és de baix a moderat (30 de 100).